# 萨西 (马恩省)
萨西（法語：Sacy，法語發音：[sasi]）是法国马恩省的一个市镇，位于该省西北部，属于兰斯区。

## 地理
萨西（49°11'50"N, 3°56'54"E）面积5.56 平方千米，位于法国大東部大區马恩省，该省份为法国东北部内陆省份，北起阿登省，西北接埃纳省，西南接塞纳-马恩省，南至奥布省，东南接上马恩省，东临默兹省。
与萨西接壤的市镇（或旧市镇、城区）包括：伯扎讷、库尔马、埃克伊、马尔福、莱梅讷、多芒日城。

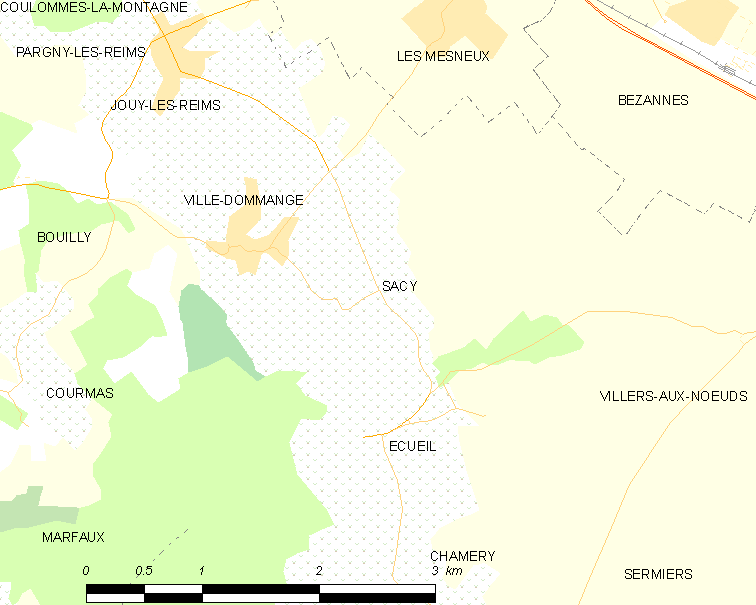
的OSM定位图

萨西的时区为UTC+01:00、UTC+02:00（夏令时）。

## 行政
萨西的邮政编码为51500，INSEE市镇编码为51471。

## 政治
萨西所属的省级选区为菲姆-兰斯山县。

## 人口

1962-2008年间人口变化图示

萨西于2022年1月1日时的人口数量为370人。